# 왕선중학교
왕선중학교(王先中學校)는 대한민국 대구광역시 달성군 다사읍 매곡리에 있는 공립 중학교이다.

## 학교 연혁
- 2006년 10월 31일 : 왕선중학교 36학급 설립인가(대구광역시교육청)
- 2009년 1월 20일 : 왕선중학교 준공
- 2009년 3월 1일 : 초대 교장 김영호 취임
- 2009년 3월 4일 : 제1회 입학식 6학급(220명)
- 2009년 7월 10일 : 학교도서관 완공
- 2011년 3월 1일 : 에너지절약 정책 연구학교 운영(2년)
- 2011년 11월 21일 : 학교운동부 레슬링 지정 승인(달성교육청)
- 2016년 3월 1일 : 디지털교과서 연구학교 운영(2016.3.1.- 2018.2.28.)
- 2022년 2월 9일 : 제11회 졸업식(284명, 누계 3,594명)
- 2022년 3월 2일 : 제14회 입학식(280명)
- 2022년 9월 1일 : 제6대 조대승 교장 취임

## 참고 자료
- 왕선중학교 - 한국교육학술정보원 학교알리미